# Sicarius yurensis
Espèce
Synonymes
- Sicarius terrosus yurensis Strand, 1908

Sicarius yurensis est une espèce d'araignées aranéomorphes de la famille des Sicariidae.

## Distribution
Cette espèce se rencontre au Chili et au Pérou.

## Publication originale
- Strand, 1908 : Exotisch araneologisches.-I. Amerikanische hauptsächlich in Peru, Bolivien und Josemitetal in Californien gesammelte Spinnen. Zeitschrift für die gesammten Naturwissenschaften, vol. 61, no 5, p. 223-295.